# Thomas Rongen
Thomas Eddy Rongen (Amsterdam, 31 oktober 1956) is een Nederlands voormalig voetballer en huidig voetbalcoach die in de Verenigde Staten woont en werkt.
Rongen speelde in de jeugd en in het eerste team van AFC. Met het Nederlands amateurvoetbalelftal was Rongen in de Verenigde Staten geweest en wilde daar gaan spelen. Via AFC werd contact gelegd met Rinus Michels, die trainer was van Los Angeles Aztecs, en kwam Rongen in de Verenigde Staten waar hij tussen 1979 en 1986 speelde voor de Los Angeles Aztecs, Washington Diplomats, Fort Lauderdale Strikers, Minnesota Strikers, South Florida Sun en de Chicago Sting.
Aan het einde van zijn spelersloopbaan was hij al werkzaam als coach. In 1996 werd hij als trainer van Tampa Bay Mutiny benoemd tot de eerste MLS Coach of the Year. Ook trainde hij onder andere New England Revolution, DC United en Chivas USA. Hij is sinds 2001, met een korte onderbreking in 2005, coach van het Amerikaans voetbalelftal onder 20.
Als trainer van het Amerikaans-Samoaans voetbalelftal behaalde hij in 2011 de eerste overwinning voor het land ooit: 2 - 1 tegen het Tongaans voetbalelftal. Zowel Amerikaans-Samoa als Tonga staan anno 2011 zeer laag op de wereldranglijst, respectievelijk 204e (laatste) en 202e. Nadat hij hoofd jeugdopleiding bij Toronto FC geweest was, werd Rongen in december 2014 aangesteld als coach van Tampa Bay Rowdies. In augustus 2015 werd hij daar ontslagen.

## Films
Over Rongens periode als trainer van Amerikaans-Samoa werd in 2014 de documentaire Next Goal Wins gemaakt. In 2023 kwam ook een speelfilm uit eveneens getiteld Next Goal Wins, hierin werd Rongen gespeeld door Michael Fassbender.